# Sonae MC
MC, anteriormente conhecida como Sonae MC, é uma empresa portuguesa de retalho e distribuição fundada em 1985 sediada em Senhora da Hora, que dirige dezassete das principais marcas e uma das principais actividades do Grupo Sonae. É uma das maiores empresas de retalho em Portugal.
Em julho de 2021, foi anunciada a venda de 24,99% da MC à CVC Strategic Opportunities, por 528 milhões de euros, tendo sido acrescido um pagamento contingente diferido de até 63 milhões de euros.

Logótipo antigo da MC antes da mudança de nome.

## Marcas
Seguem-se as marcas do portefólio da MC:
| Marca               | Empresa responsável                                         |
| ------------------- | ----------------------------------------------------------- |
| Continente          | Modelo Continente Hipermercados, S.A.                       |
| Continente Bom Dia  | Modelo Continente Hipermercados, S.A.                       |
| Continente Modelo   | Modelo Continente Hipermercados, S.A.                       |
| Continente Negócios | Modelo Continente Hipermercados, S.A.                       |
| Continente Online   | Modelo Continente Hipermercados, S.A.                       |
| Seguros Continente  | Modelo Continente Hipermercados, S.A.                       |
| Meu Super           | Modelo Continente Hipermercados, S.A.                       |
| Arenal              | Arenal Perfumerías, S.L.U.                                  |
| Druni               | Druni, S.A.                                                 |
| Bagga               | BB Food Service, S.A.                                       |
| Go Natural          | Go Well – Promoção de Eventos, Catering e Consultoria, S.A. |
| Note!               | Mundo Note - Papelaria, Livraria e Serviços, S.A.           |
| Wells               | Pharmacontinente - Saúde e Higiene, S.A.                    |
| Zu                  | ZU - Produtos e Serviços para Animais, S.A.                 |